# Atambua (plaats)
Atambua is een bestuurslaag in het regentschap Belu van de provincie Oost-Nusa Tenggara, Indonesië. Atambua telt 3591 inwoners (volkstelling 2010).